# Oxylobinae
 Oxylobinae  R.M. King & H. Rob., 1978 è una sottotribù di piante spermatofite dicotiledoni appartenenti alla famiglia delle Asteraceae (sottofamiglia Asteroideae, tribù Eupatorieae).

## Etimologia
Il nome della sottotribù deriva dal suo genere più importante (Oxylobus) la cui etimologia deriva da una parola greca "ocu-loboj" (= con baccelli o lobi appuntiti). Il nome di questa sottotribù è stato definito per la prima volta dai botanici Robert Merrill King (1930-2007) e Harold Ernest Robinson  (1932-) nella pubblicazione  “Phytologia; Designed to Expedite Botanical. 38(4): 323 (1978)”  pubblicata a New York nel 1978.

## Descrizione
Le specie di questa sottotribù hanno un habitus erbaceo o arbustivo, ma anche di piccoli alberi. Le erbe sono perenni a portamento eretto.
Le foglie lungo il caule usualmente sono disposte in modo opposto. La lamina ha un contorno da deltoide a strettamente ellittico.
I capolini sono raccolti in infiorescenze terminali, a forma da piramidale a corimbosa. I pedicelli sono corti o moderatamente lunghi. I capolini sono formati da un involucro composto da squame disposte in modo sub-embricato al cui interno un ricettacolo fa da base ai fiori tutti tubulosi. Le squame sono diverse (vedi tabella) e sub-uguali. Il ricettacolo è piatto o leggermente convesso; possiede oppure no delle pagliette a protezione della base dei fiori.
I fiori sono tetra-ciclici (con quattro verticilli: calice – corolla – androceo – gineceo) e pentameri (ogni verticillo è composto da cinque elementi). Sono inoltre actinomorfi e ermafroditi.  I fiori per capolino variano da 7 fino a 75 (vedi tabella).

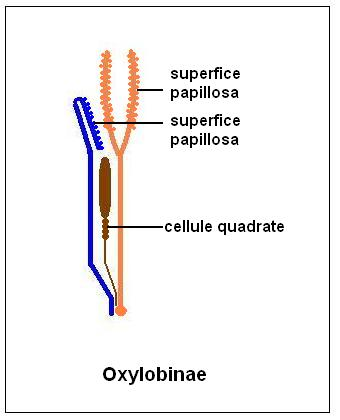
Sezione del fiore

Formula fiorale: per queste piante viene indicata la seguente formula fiorale:
* K 0/5, C (5), A (5), G (2), infero, achenio
I sepali del calice sono ridotti ad una coroncina di squame.
Le corolle hanno una stretta forma ad imbuto; la parte basale del tubo è snella. I lobi sono campanulati (più lunghi che larghi), glabri o raramente cosparsi da corte pubescenze oppure da ghiandole sulla faccia esterna; su quella interna possono essere presenti delle papille; qualche volta sono lisci oppure rugosi. Il colore della corolla è bianco, lavanda, violetto o rosa.
L'androceo è formato da 5 stami con filamenti liberi e antere saldate in un manicotto circondante lo stilo. Le appendici apicali delle antere sono lunghe quanto larghe.
Il gineceo ha un ovario uniloculare infero formato da due carpelli.. Lo stilo, alla cui base è presente un nodo glabro, è strettamente lineare con punte non allargate. Normalmente è densamente papilloso. Le linee stigmatiche sono marginali.
I frutti sono degli acheni con pappo. La forma dell'achenio è prismatico-fusiforme con 5 coste. Il carpoforo normalmente è visibile. Il pappo è formato da numerose setole capillari (decidue o persistenti), raramente sono squamate e all'apice sono provviste di cellule acute.

### Struttura dei fiori
La tabella indica per ogni genere il numero di squame (e su quante serie sono disposte) dell'involucro, il numero di fiori dell'infiorescenza e la struttura del pappo.
| Genere         | No. squame | No. serie squame | No. fiori | Pappo                                  |
| -------------- | ---------- | ---------------- | --------- | -------------------------------------- |
| Ageratina      | circa 30   | 2 - 3            | 10 - 60   | uniseriato con 5 - 40 setole barbate   |
| Kaunia         | 12 - 23    | 2 - 3            | 16 - 50   | uniseriato con 25 - 30 setole barbate  |
| Jaliscoa       | 15 - 20    | biseriate        | 11 - 25   | anello di corte lacinie                |
| Jaramilloa     | 12 - 23    | circa 3          | 14 - 20   | 25 - 50 setole barbate su 1 - 2 serie  |
| Oxylobus       | 10 - 15    | 2 - 3            | 20 - 75   | poche corte lacinie                    |
| Pachythamnus   | circa 15   | 2 - 3            | circa 15  | uniseriato con circa 25 setole barbate |
| Piptothrix     | 7 - 15     | biseriate        | 7 - 18    | biseriato con 15 - 75 setole barbate   |
| Spaniopappus   | circa 15   | 2 -3             | 25 - 60   | uniseriato con circa 40 setole barbate |
| Standleyanthus | circa 12   | biseriate        | circa 17  | uniseriato con circa 20 setole barbate |

## Distribuzione e habitat
L'habitat tipico delle specie di questa sottotribù sono le zone tropicali e sub-tropicali del Nuovo Mondo, e in parte anche quelle temperate del Sud America.

## Biologia
- Impollinazione: l'impollinazione avviene tramite insetti (impollinazione entomogama).
- Riproduzione: la fecondazione avviene fondamentalmente tramite l'impollinazione dei fiori (vedi sopra).
- Dispersione: i semi cadendo a terra (dopo essere stati trasportati per alcuni metri dal vento per merito del pappo, se presente – disseminazione anemocora) sono successivamente dispersi soprattutto da insetti tipo formiche (disseminazione mirmecoria).

## Tassonomia
La famiglia di appartenenza di questo gruppo (Asteraceae o Compositae, nomen conservandum) è la più numerosa del mondo vegetale, comprende oltre 23000 specie distribuite su 1535 generi (22750 specie e 1530 generi secondo altre fonti). La sottofamiglia Asteroideae è una delle 12 sottofamiglie nella quale è stata suddivisa la famiglia Asteraceae, mentre Eupatorieae è una delle 21 tribù della sottofamiglia. La tribù Eupatorieae a sua volta è suddivisa in 17 sottotribù (Oxylobinae è una di queste)

### Filogenesi
Le analisi sul DNA di tipo filogenetico sono state fatte soprattutto sulle specie del genere più numeroso (Ageratina) ed hanno evidenziato il collegamento con le tribù Neomirandeinae e Trichocoroninae.

### Composizione della sottotribù
La sottotribù comprende 9 generi e circa 300 specie.

| Genere                                                       | N. specie                                                | Distribuzione                                  |
| ------------------------------------------------------------ | -------------------------------------------------------- | ---------------------------------------------- |
| Ageratina Spach, 1841                                        | circa 265 spp.                                           | zone tropicali e sub-tropicali del Nuovo Mondo |
| Kaunia R.M. King & H. Rob., 1980                             | 14 spp.                                                  | America del Sud                                |
| Jaliscoa S. Watson, 1890                                     | 3 spp.                                                   | Messico                                        |
| Jaramilloa R.M. King & H. Rob., 1890                         | 2 spp.                                                   | Colombia                                       |
| Oxylobus (Mocino ex DC.) A. Gray, 1879                       | 5 spp.                                                   | America Centrale (più o meno)                  |
| Pachythamnus (R.M. King & H. Rob.) R.M. King & H. Rob., 1972 | 1 sp. (P. crassirameus (B.L. Rob.) R.M. King & H. Rob. ) | America Centrale (più o meno)                  |
| Piptothrix A. Gray, 1886                                     | 4 spp.                                                   | Guatemala e Messico                            |
| Spaniopappus B.L. Rob., 1926                                 | 4 spp.                                                   | Cuba                                           |
| Standleyanthus R.M. King & H. Rob., 1971                     | 1 sp. (S. triptychus (B.L. Rob.) R.M. King & H. Rob. )   | Costa Rica                                     |

### Chiave per i generi
Per meglio comprendere ed individuare i vari generi della sottotribù l'elenco seguente utilizza il sistema delle chiavi analitiche:
- Gruppo 1A: le foglie hanno una forma trifogliata;

genere Standleyanthus
- Gruppo 1B: le foglie hanno una forma semplice;

- Gruppo 2A: i rami hanno una corteccia carnosa; le foglie sono assenti all'antesi;

genere Pachythamnus
- Gruppo 2B: i rami normalmente non sono addensati; le foglie delle piante non risentono la stagionalità;

- Gruppo 3A: il ricettacolo è provvisto di pagliette a protezione della base dei fiori;

genere Jaliscoa
- Gruppo 3B: il ricettacolo è privo di pagliette;

- Gruppo 4A: il pappo è formato da lacinie squamose e persistenti;

genere Oxylobus
- Gruppo 4B: il pappo è formato da setole capillari (persistenti o decidue);

- Gruppo 5A: le setole del pappo sono facilmente decidue;

- Gruppo 6A: il carpoforo non si distingue dal resto del frutto;

genere Piptothrix
- Gruppo 6B: il carpoforo si distingue bene e qualche volta è cilindrico;

genere Ageratina
- Gruppo 5B: le setole del pappo sono persistenti;

- Gruppo 7A: i rami e le foglie appaiono a granuli giallastri (conseguenza di raggruppamenti di peli uniseriati multicellulari); la distribuzione di questo genere è relativa alla Colombia;

genere Jaramilloa
- Gruppo 7B: i rami e le foglie non appaiono a granuli giallastri (i peli sono presenti ma non concentrati);

- Gruppo 8A: le infiorescenze sono corimbose ma lasse; la distribuzione di questo genere è relativa a Cuba;

genere Spaniopappus
- Gruppo 8B: le infiorescenze sono densamente corimbose; la distribuzione di questo genere è relativa all'America del Sud e Ecuador;

genere Kaunia

## Alcune specie

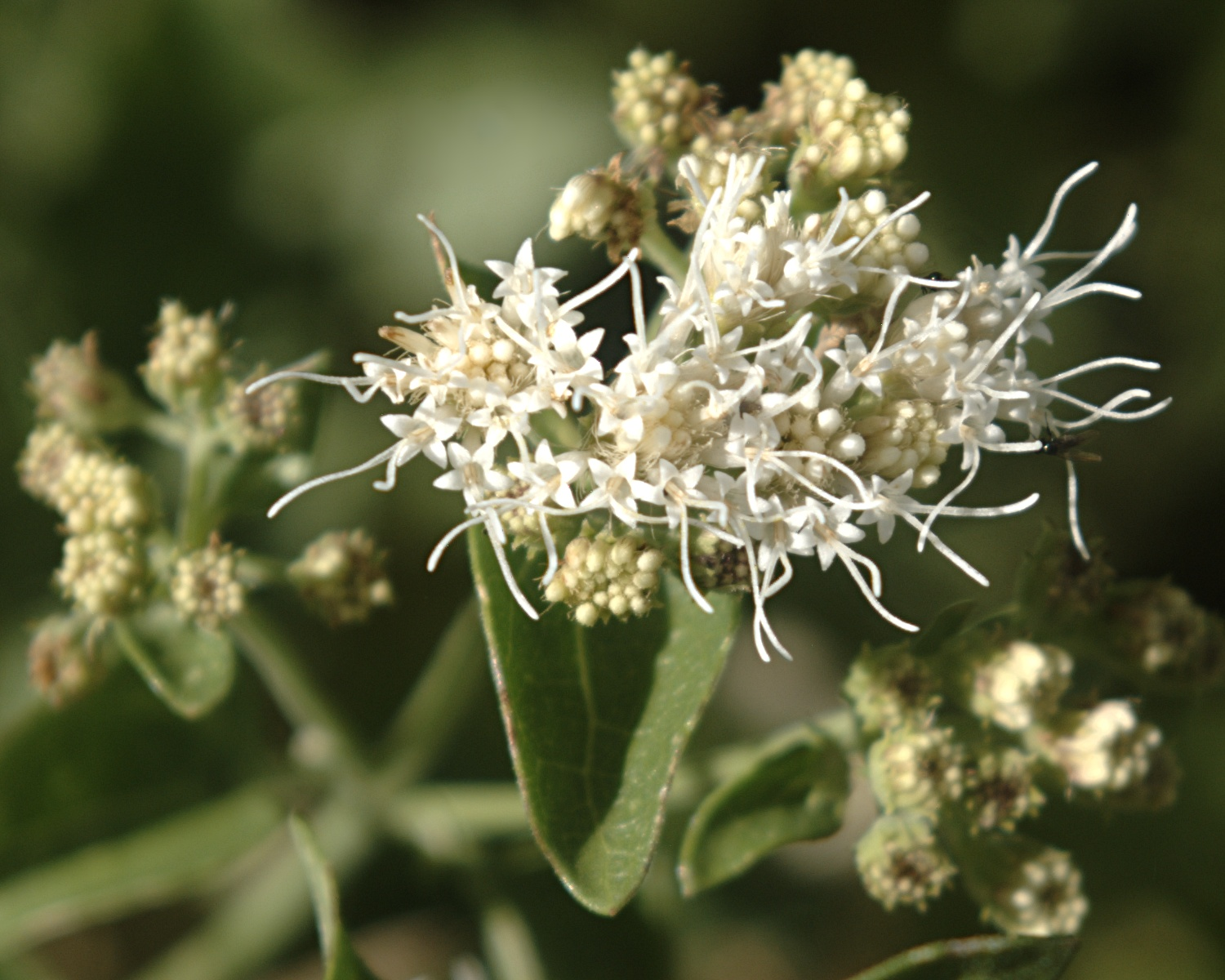
Ageratina herbacea
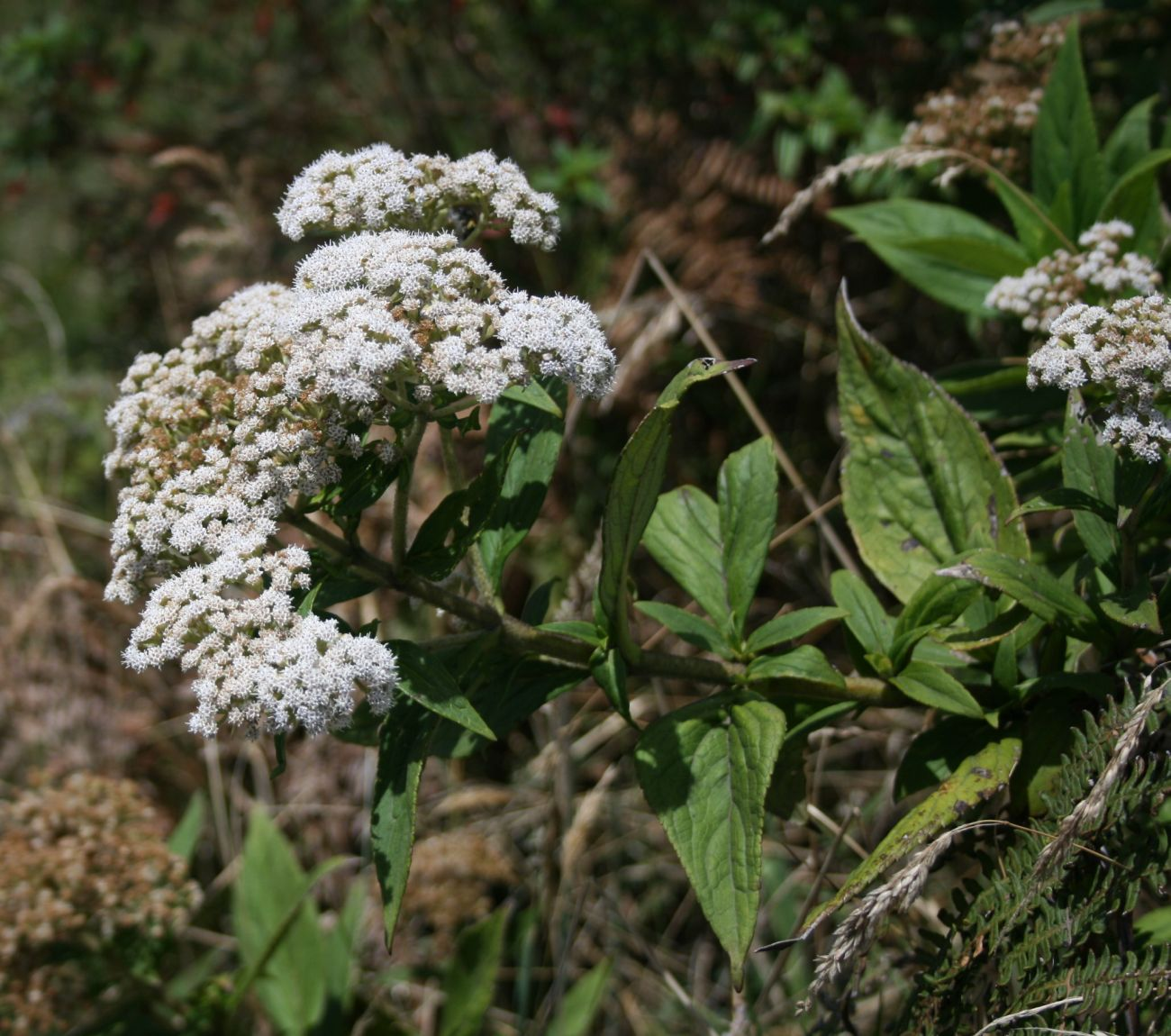
Ageratina anisochroma
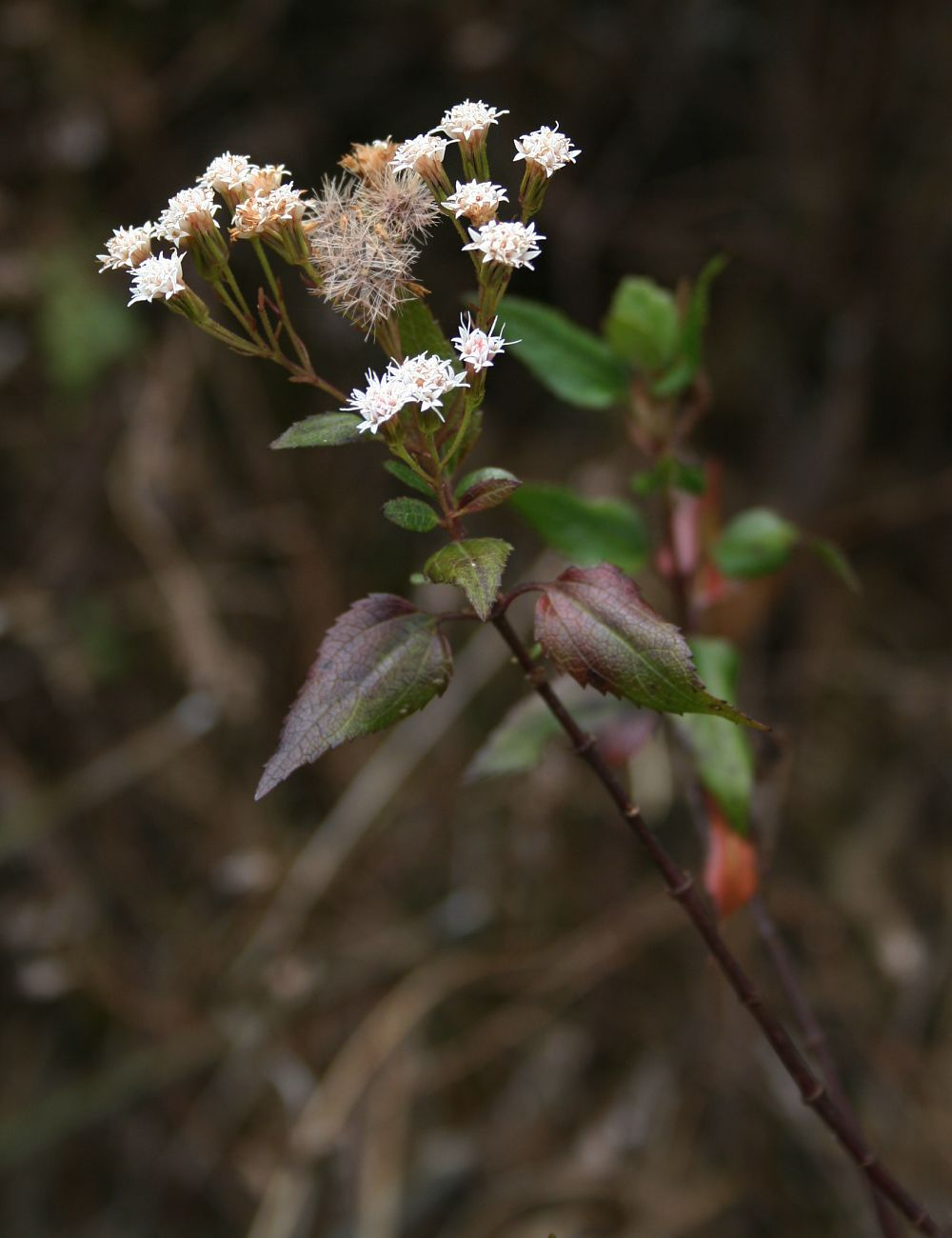
Ageratina kupperi